# Carebaco-Meisterschaft 2012
Die Carebaco-Meisterschaft 2012 im Badminton fand vom 23. bis zum 26. August 2012 in Santo Domingo statt.

## Sieger und Platzierte
| Disziplin    | Gold                           | Silber                                 | Bronze                                      |
| ------------ | ------------------------------ | -------------------------------------- | ------------------------------------------- |
| Herreneinzel | Joe Wu                         | Alistair Casey                         | Nelson Javier                               |
| Herreneinzel | Joe Wu                         | Alistair Casey                         | Mitchel Wongsodikromo                       |
| Dameneinzel  | Nicole Grether                 | Solángel Guzmán                        | Berónica Vivieca                            |
| Dameneinzel  | Nicole Grether                 | Solángel Guzmán                        | Charmaine Reid                              |
| Herrendoppel | Jonathan Solís Rodolfo Ramírez | William Cabrera Freddy Lopez           | Gareth Henry Garron Palmer                  |
| Herrendoppel | Jonathan Solís Rodolfo Ramírez | William Cabrera Freddy Lopez           | Dylan Darmohoetomo Irfan Djabar             |
| Damendoppel  | Nicole Grether Charmaine Reid  | Virginia Chariandy Solángel Guzmán     | Berónica Vivieca Daigenis Mercedes Saturria |
| Damendoppel  | Nicole Grether Charmaine Reid  | Virginia Chariandy Solángel Guzmán     | Monyata Riviera Tamisha Williams            |
| Mixed        | Nelson Javier Berónica Vivieca | Mitchel Wongsodikromo Crystal Leefmans | Alberto Raposo Yaritza Taveras              |
| Mixed        | Nelson Javier Berónica Vivieca | Mitchel Wongsodikromo Crystal Leefmans | William Cabrera Arysleyda Frias             |
| Teams        | Dominikanische Republik        | Suriname                               | Jamaika                                     |